# Odontopyge vermicularis
Odontopyge vermicularis är en mångfotingart som beskrevs av Carl 1909. Odontopyge vermicularis ingår i släktet Odontopyge och familjen Odontopygidae. Inga underarter finns listade i Catalogue of Life.